# Bernhard Frank
Bernhard Frank, född 15 juli 1913 i Frankfurt am Main, död 29 juni 2011, var en tysk SS-Obersturmbannführer.
Han var den siste kommendanten för Adolf Hitlers regeringssäte i Obersalzberg, på tyska benämnt Reichskanzlei Dienststelle Berchtesgaden.
På order av Hitler grep Frank den 25 april 1945 Hermann Göring, som misstänktes konspirera mot Hitler.
År 1984 publicerade Frank boken Die Rettung von Berchtesgaden und der Fall Göring.